# Donato Pafundi
Donato Pafundi (Pietragalla, 5 novembre 1888 – 16 settembre 1973) è stato un politico e magistrato italiano.

## Biografia
Donato Pafundi nasce a Pietragalla, in provincia di Potenza, da una famiglia di ascendenza italo-albanese.
Si laurea in giurisprudenza ed in seguito svolge l'attività di magistrato. Viene eletto senatore per la IV legislatura della Repubblica italiana nella regione Basilicata nelle liste della Democrazia Cristiana. Fa parte della Commissione permanente giustizia e autorizzazioni a procedere ed inoltre viene eletto presidente della Commissione parlamentare Antimafia (1963-1968).
Muore il 16 settembre 1973.